# Дървесен панголин
Дървесният панголин (Manis tricuspis), наричан още африкански белокоремен люспеник или дървесен люспеник, е вид бозайник от семейство Панголинови (Manidae). Той е един от осемте известни днес люспеници. Видът е естествен обитател на тропически и мозаечни гори в Централна и Западна Африка.

## Класификация
Дървесният люспеник е класифициран към подрод Phataginus, който някои автори разглеждат дори и като отделен род. Известни са два подвида, описани през 1972 година:
- Manis tricuspis tricuspis[2]
- Manis tricuspis mabirae[3]

## Разпространение и местообитание
Белокоремните люспеници обитават ареал започващ от Сенегал на запад до езерото Виктория на изток. На юг достига до езерото Танганика и продължава на запад през северната третина на Ангола. Ареалът му включва и атлантическия остров Биоко. Днес видът е изчезнал от територията на Сенегал и Гамбия. Обитава гъсти тропически гори, мозаечни саванни гори и райони обработвани от хората.

## Описание
Белокоремният люспеник е най-малкият от видовете люспеници. Дължината на тялото е от 37 до 44 сантиметра, на опашката 40 - 50 cm. Теглото варира от 1,8 до 2,4 kg. Горната страна на главата, гърба, отстрани на тялото и външните повърхности на крайниците и опашката са покрити от люспи. На цвят те са от кафяви до тъмнокафяви и завършват с три върха. Оттук идва и видовото име на латински - tricuspis. Непокритата кожа в областта на корема и крайниците е бяла на цвят. Предните и задните крайници са снабдени с големи нокти. Нямат зъби, а езикът е дълъг. Нормалната телесна температура е в границите 32,6 - 33,6˚C.

## Начин на живот
Белокоремните люспеници са нощни животни, които водят полудървесен начин на живот. Противно на името си те обитават еднакво добре както дърветата, така и земята. Движат се еднакво добре на четири или на задните си два крайника като балансират с опашката. В случай, че се движат на четирите си крайника дланите са свити и стъпват на външната им повърхност с цел да приберат големите си нокти. В случай на опасност отделят силно миризлив секрет подобно на скунксовете от жлеза в областта на ануса. Поради начина си на хранене част от стомаха е мускулеста подобно на този при птиците и заменя функцията на липсващите зъби. За целта поглъщат и малки камъчета, които да раздробяват хранителното съдържание в стомаха. Когато са нападани от неприятели люспениците се свиват на кълбо като вънщната повърхност е тази част от тялото покрита с люспи.

## Хранене
Видът се храни изцяло с мравки и термити като дневната му консумация е от 150 до 200 грама. Дългият му и лепкав език поема насекомите от разрушени с помощта на ноктите термитници или по повърхността на дърветата, където се придвижват.

## Размножаване
Няма ясно изразена сезонност за чифтосване. Бременността продължава около 150 дни. Раждат по едно и много рядко по две малки с меки люспи, които за няколко дни втвърдяват. Малките се движат с майките около три месеца и стават напълно самостоятелни до към петмесечна възраст. В плен доживяват до около 13,5 години.